# Campeonato Paraense 2023
El Campeonato Paraense de Fútbol 2023 fue la 111.ª edición de la primera división de fútbol del estado de Pará. El torneo fue organizado por la Federação Paraense de Futebol (FPF). El torneo comenzó el 5 de febrero y finalizó el 26 de mayo.
Águia de Marabá se consagró campeón por primera vez en su historia tras vencer en tanda de penales por 5-4 a Remo, tras haber igualado 2-2 en el acumulado global.

## Sistema de juego[2]

### Primera fase
Los 12 equipos, son divididos en tres grupos de 4 cada uno. Cada club enfrenta a una sola rueda a todos los clubes de los otros dos grupos, haciendo así 8 fechas en total. Una vez terminada la primera fase, los ocho equipos con mayor puntaje (independientemente del grupo) avanzan a los cuartos de final.
Los dos equipos con menor puntaje en la tabla combinada de los tres grupos, descienden a la Segunda División.

### Segunda fase
- Cuartos de final: Los enfrentamientos se emparejan con respecto al puntaje de la primera fase, de la siguiente forma:
  - 1.º vs. 8.º
  - 2.º vs. 7.º
  - 3.º vs. 6.º
  - 4.º vs. 5.º

- Semifinales: Los enfrentamientos se jugarán de la siguiente forma:
  - (1.º vs. 8.º) vs. (4.º vs. 5.º)
  - (2.º vs. 7.º) vs. (3.º vs. 6.º)

- Definición por el tercer puesto: La disputan los dos perdedores de las semifinales.

- Final: La disputan los dos ganadores de las semifinales.

- Nota 1: Todas las llaves en esta fase se juegan a partidos de ida y vuelta.
- Nota 2: En caso de empate en puntos y diferencia de goles en cualquier llave, se definirá en tanda de penales.

## Equipos participantes
| Equipo          | Ciudad     | Estadio (Capacidad)        | Posición 2022      | Títulos (último) |
| --------------- | ---------- | -------------------------- | ------------------ | ---------------- |
| Águia de Marabá | Marabá     | Zinho de Oliveira (5000)   | 4.º                | 0                |
| Bragantino      | Bragança   | Diogão (5000)              | 7.º                | 0                |
| Caeté           | Bragança   | Diogão (5000)              | 6.º                | 0                |
| Cametá          | Cametá     | Parque do Bacurau (8000)   | 1.º (2.ª división) | 1 (2012)         |
| Castanhal       | Castanhal  | Modelão (4000)             | 5.º                | 0                |
| Independente    | Tucuruí    | Navegantão (8200)          | 9.º                | 1 (2011)         |
| Itupiranga      | Itupiranga | Jaime Sena Pimentel (1000) | 10.º               | 0                |
| Paysandu        | Belém      | Curuzu (16 200)            | 2.º                | 49 (2021)        |
| Remo            | Belém      | Baenão (13 792)            | Campeón            | 47 (2022)        |
| São Francisco   | Santarém   | Ipixunão (5000)            | 2.º (2.ª división) | 0                |
| Tapajós         | Santarém   | Curuzu (16 200)            | 8.º                | 0                |
| Tuna Luso       | Belém      | Souza (6000)               | 3.º                | 10 (1988)        |

| Crecimiento | Equipos provenientes del Campeonato Paraense de Segunda División 2022. |

## Primera fase

### Grupo A
| Pos. | Equipo     | Pts. | PJ | G | E | P | GF | GC | Dif. | Clasificación          |
| ---- | ---------- | ---- | -- | - | - | - | -- | -- | ---- | ---------------------- |
| 1    | Remo       | 21   | 8  | 7 | 0 | 1 | 17 | 8  | +9   | Fase final.            |
| 2    | Caeté      | 7    | 8  | 2 | 1 | 5 | 6  | 12 | −6   | Fase final.            |
| 3    | Bragantino | 7    | 8  | 1 | 4 | 3 | 7  | 10 | −3   |                        |
| 4    | Itupiranga | 6    | 8  | 1 | 3 | 4 | 8  | 12 | −4   | Descenso de categoría. |

 Fuente: FPF
Criterios de clasificación: 1) Puntos; 2) Partidos ganados; 3) Diferencia de gol; 4) Goles anotados; 5) Menor cantidad de tarjetas rojas; 6) Menor cantidad de tarjetas amarillas; 7) Sorteo.

### Grupo B
| Pos. | Equipo          | Pts. | PJ | G | E | P | GF | GC | Dif. | Clasificación |
| ---- | --------------- | ---- | -- | - | - | - | -- | -- | ---- | ------------- |
| 1    | Paysandu        | 19   | 8  | 6 | 1 | 1 | 15 | 8  | +7   | Fase final.   |
| 2    | Águia de Marabá | 15   | 8  | 4 | 3 | 1 | 13 | 7  | +6   | Fase final.   |
| 3    | Cametá          | 14   | 8  | 4 | 2 | 2 | 12 | 9  | +3   | Fase final.   |
| 4    | São Francisco   | 12   | 8  | 4 | 0 | 4 | 8  | 8  | 0    | Fase final.   |

 Fuente: FPF
Criterios de clasificación: 1) Puntos; 2) Partidos ganados; 3) Diferencia de gol; 4) Goles anotados; 5) Menor cantidad de tarjetas rojas; 6) Menor cantidad de tarjetas amarillas; 7) Sorteo.

### Grupo C
| Pos. | Equipo       | Pts. | PJ | G | E | P | GF | GC | Dif. | Clasificación          |
| ---- | ------------ | ---- | -- | - | - | - | -- | -- | ---- | ---------------------- |
| 1    | Castanhal    | 9    | 8  | 2 | 3 | 3 | 10 | 10 | 0    | Fase final.            |
| 2    | Tuna Luso    | 8    | 8  | 2 | 2 | 4 | 11 | 13 | −2   | Fase final.            |
| 3    | Tapajós      | 7    | 8  | 2 | 1 | 5 | 8  | 15 | −7   |                        |
| 4    | Independente | 6    | 8  | 0 | 6 | 2 | 9  | 12 | −3   | Descenso de categoría. |

 Fuente: FPF
Criterios de clasificación: 1) Puntos; 2) Partidos ganados; 3) Diferencia de gol; 4) Goles anotados; 5) Menor cantidad de tarjetas rojas; 6) Menor cantidad de tarjetas amarillas; 7) Sorteo.

### Resultados
| Local \ Visitante | BRA | CAE | ITU | REM | AGM | CAM | PAY | SFR | CAS | IND | TAP | TUN |
| ----------------- | --- | --- | --- | --- | --- | --- | --- | --- | --- | --- | --- | --- |
| Bragantino        | —   | —   | —   | —   | 1–1 | —   | —   | 1–0 | 0–0 | —   | —   | 3–3 |
| Caeté             | —   | —   | —   | —   | —   | 0–2 | 2–1 | —   | —   | 1–1 | 3–2 | —   |
| Itupiranga        | —   | —   | —   | —   | 1–2 | —   | —   | 1–2 | 2–1 | —   | —   | 1–1 |
| Remo              | —   | —   | —   | —   | —   | 4–2 | 0–1 | —   | —   | 3–1 | 2–0 | —   |
| Águia de Marabá   | —   | 2–0 | —   | 1–2 | —   | —   | —   | —   | —   | 0–0 | 4–1 | —   |
| Cametá            | 2–0 | —   | 1–0 | —   | —   | —   | —   | —   | 2–2 | —   | —   | 1–2 |
| Paysandu          | 1–0 | —   | 3–1 | —   | —   | —   | —   | —   | 2–1 | —   | —   | 2–1 |
| São Francisco     | —   | 1–0 | —   | 0–1 | —   | —   | —   | —   | —   | 1–0 | 2–3 | —   |
| Castanhal         | —   | 2–0 | —   | 2–3 | 1–1 | —   | —   | 1–0 | —   | —   | —   | —   |
| Independente      | 2–2 | —   | 1–1 | —   | —   | 1–1 | 3–3 | —   | —   | —   | —   | —   |
| Tapajós           | 1–0 | —   | 1–1 | —   | —   | 0–1 | 0–2 | —   | —   | —   | —   | —   |
| Tuna Luso         | —   | 1–0 | —   | 1–2 | 1–2 | —   | —   | 1–2 | —   | —   | —   | —   |

## Fase final

#### Cuadro de desarrollo
|  | Cuartos de final | Cuartos de final | Cuartos de final | Cuartos de final    | Cuartos de final |   |       | Semifinales       | Semifinales       | Semifinales       | Semifinales       | Semifinales       |  |   | Final           | Final           | Final           | Final           | Final           |  |
|  | 2 al 19 de abril | 2 al 19 de abril | 2 al 19 de abril | 2 al 19 de abril    | 2 al 19 de abril |   |       | 21 al 30 de abril | 21 al 30 de abril | 21 al 30 de abril | 21 al 30 de abril | 21 al 30 de abril |  |   | 18 y 26 de mayo | 18 y 26 de mayo | 18 y 26 de mayo | 18 y 26 de mayo | 18 y 26 de mayo |  |
|  |                  |                  |                  |                     |                  |   |       |                   |                   |                   |                   |                   |  |   |                 |                 |                 |                 |                 |  |
|  |                  |                  |                  |                     |                  |   |       |                   |                   |                   |                   |                   |  |   |                 |                 |                 |                 |                 |  |
|  | 1                | Remo             | 4                | 2                   | 6                |   |       |                   |                   |                   |                   |                   |  |   |                 |                 |                 |                 |                 |  |
|  | 1                | Remo             | 4                | 2                   | 6                |   |       |                   |                   |                   |                   |                   |  |   |                 |                 |                 |                 |                 |  |
|  | 8                | Caeté            | 2                | 1                   | 3                |   |       |                   |                   |                   |                   |                   |  |   |                 |                 |                 |                 |                 |  |
|  | 8                | Caeté            | 2                | 1                   | 3                |   | 1     | Remo              | 1                 | 4                 | 5                 |                   |  |   |                 |                 |                 |                 |                 |  |
|  |                  |                  |                  |                     |                  |   | 1     | Remo              | 1                 | 4                 | 5                 |                   |  |   |                 |                 |                 |                 |                 |  |
|  |                  |                  | 4                | Cametá              | 1                | 0 | 1     |                   |                   |                   |                   |                   |  |   |                 |                 |                 |                 |                 |  |
|  | 4                | Cametá           | 4                | Cametá              | 1                | 0 | 1     | 1                 | 5                 | 6                 |                   |                   |  |   |                 |                 |                 |                 |                 |  |
|  | 4                | Cametá           |                  |                     |                  |   |       |                   |                   | 6                 |                   |                   |  |   |                 |                 |                 |                 |                 |  |
|  | 5                | São Francisco    | 0                | 2                   | 2                |   |       |                   |                   |                   |                   |                   |  |   |                 |                 |                 |                 |                 |  |
|  | 5                | São Francisco    | 0                | 2                   | 2                |   |       |                   |                   |                   |                   |                   |  | 1 | Remo            | 0               | 2               | 2 (4)           |                 |  |
|  |                  |                  |                  |                     |                  |   |       |                   |                   |                   |                   |                   |  | 1 | Remo            | 0               | 2               | 2 (4)           |                 |  |
|  |                  |                  | 3                | Águia de Marabá (p) | 1                | 1 | 2 (5) |                   |                   |                   |                   |                   |  |   |                 |                 |                 |                 |                 |  |
|  | 2                | Paysandu         | 3                | Águia de Marabá (p) | 1                | 1 | 2 (5) | 4                 | 1                 | 5                 |                   |                   |  |   |                 |                 |                 |                 |                 |  |
|  | 2                | Paysandu         |                  |                     |                  |   |       |                   |                   | 5                 |                   |                   |  |   |                 |                 |                 |                 |                 |  |
|  | 7                | Tuna Luso        | 1                | 1                   | 2                |   |       |                   |                   |                   |                   |                   |  |   |                 |                 |                 |                 |                 |  |
|  | 7                | Tuna Luso        | 1                | 1                   | 2                |   | 2     | Paysandu          | 1                 | 1                 | 2 (2)             |                   |  |   |                 |                 |                 |                 |                 |  |
|  |                  |                  |                  |                     |                  |   | 2     | Paysandu          | 1                 | 1                 | 2 (2)             |                   |  |   |                 |                 |                 |                 |                 |  |
|  |                  |                  | 3                | Águia de Marabá (p) | 0                | 2 | 2 (4) |                   |                   |                   |                   |                   |  |   |                 |                 |                 |                 |                 |  |
|  | 3                | Águia de Marabá  | 3                | Águia de Marabá (p) | 0                | 2 | 2 (4) | 2                 | 2                 | 4                 |                   |                   |  |   |                 |                 |                 |                 |                 |  |
|  | 3                | Águia de Marabá  |                  |                     |                  |   |       |                   |                   | 4                 |                   |                   |  |   |                 |                 |                 |                 |                 |  |
|  | 6                | Castanhal        | 1                | 0                   | 1                |   |       |                   |                   |                   |                   |                   |  |   |                 |                 |                 |                 |                 |  |
|  | 6                | Castanhal        | 1                | 0                   | 1                |   |       |                   |                   |                   |                   |                   |  |   |                 |                 |                 |                 |                 |  |
|  |                  |                  |                  |                     |                  |   |       |                   |                   |                   |                   |                   |  |   |                 |                 |                 |                 |                 |  |

|  | Tercer lugar    |          |   |   |   |  |
|  | 14 y 24 de mayo |          |   |   |   |  |
|  |                 |          |   |   |   |  |
|  | 2               | Paysandu | 1 | 2 | 3 |  |
|  | 2               | Paysandu | 1 | 2 | 3 |  |
|  | 4               | Cametá   | 1 | 0 | 1 |  |
|  | 4               | Cametá   | 1 | 0 | 1 |  |

Nota: El equipo que ocupa la primera línea es el que define la serie como local.
| Bandera del estado de Pará |
| Campeón                    |
| Águia de Marabá 1.° título |

## Clasificación final
| Pos. | Equipo              | Pts. | PJ | G  | E | P | GF | GC | Dif. | Clasificación                                        |
| ---- | ------------------- | ---- | -- | -- | - | - | -- | -- | ---- | ---------------------------------------------------- |
| 1.º  | Águia de Marabá (C) | 27   | 14 | 8  | 3 | 3 | 21 | 12 | +9   | Copa de Brasil 2024, Copa Verde 2024 y Serie D 2024. |
| 2.º  | Remo                | 34   | 14 | 11 | 1 | 2 | 30 | 14 | +16  | Copa de Brasil 2024 y Copa Verde 2024.               |
| 3.º  | Paysandu            | 30   | 14 | 9  | 3 | 2 | 25 | 13 | +12  | Copa de Brasil 2024.                                 |
| 4.º  | Cametá              | 22   | 14 | 6  | 4 | 4 | 20 | 19 | +1   | Serie D 2024.                                        |
| 5.º  | São Francisco       | 12   | 10 | 4  | 0 | 6 | 10 | 14 | −4   |                                                      |
| 6.º  | Castanhal           | 9    | 10 | 2  | 3 | 5 | 11 | 14 | −3   |                                                      |
| 7.º  | Tuna Luso           | 9    | 10 | 2  | 3 | 5 | 13 | 18 | −5   |                                                      |
| 8.º  | Caeté               | 7    | 10 | 2  | 1 | 7 | 9  | 18 | −9   |                                                      |
| 9.º  | Tapajós             | 7    | 8  | 2  | 1 | 5 | 8  | 15 | −7   |                                                      |
| 10.º | Bragantino          | 7    | 8  | 1  | 4 | 3 | 7  | 10 | −3   |                                                      |
| 11.º | Itupiranga          | 6    | 8  | 1  | 3 | 4 | 8  | 12 | −4   | Segunda División 2024.                               |
| 12.º | Independente        | 6    | 8  | 0  | 6 | 2 | 9  | 12 | −3   | Segunda División 2024.                               |

Reglas de clasificación: 1) Puntos; 2) Partidos ganados; 3) Diferencia de gol; 4) Goles anotados; 5) Menor cantidad de tarjetas rojas; 6) Menor cantidad de tarjetas amarillas; 7) Sorteo.